# 井上幸彦
井上 幸彦（いのうえ ゆきひこ、1937年11月4日 - ）は、日本の警察官僚。第80代警視総監。オウム真理教事件の捜査で名を馳せる。日韓合同開催ワールドカップなど国内の重要イベントでは警備を通して危機管理強化に貢献した。退官後、政治家への転身を目指し、2003年（平成15年）2月2日に行われた山梨県知事選挙に立候補したが、山本栄彦甲府市長に敗れて約46,000票差で落選した。栄典は瑞宝重光章。

## 経歴
- 山梨県甲府市出身[1]
- 1962年（昭和37年） - 京都大学法学部卒業後、警察庁入庁。警務局人事課付（同期に亀井静香、鈴木邦芳など）
- 1963年（昭和38年） - 警察庁警備局警備第二課
- 1965年（昭和40年） - 北海道警察本部警備部警備調査官
- 1966年（昭和41年） - 外務省アジア局北東アジア課
- 1967年（昭和42年） - 外務省大臣官房領事移住部領事課
- 1968年（昭和43年） - 広島県警察本部警備部公安課長
- 1970年（昭和45年） - 警察庁警備局公安第二課課長補佐
- 1972年（昭和47年） - 警視庁第六機動隊長
- 1973年（昭和48年） - 警視庁公安部外事第二課長
- 1974年（昭和49年） - 警察庁警備局外事課（外務省研修所）
- 1975年（昭和50年） - 在イタリア日本国大使館一等書記官
- 1978年（昭和53年） - 警察庁長官官房会計課理事官
- 1980年（昭和55年） - 警視庁警備部警備第一課長
- 1981年（昭和56年） - 警視庁警務部人事第一課長
- 1984年（昭和59年） - 警察庁警備局警備課長
- 1986年（昭和61年） - 警察庁長官官房会計課長
- 1988年（昭和63年） - 警視庁警備部長
- 1989年（平成元年） - 千葉県警察本部長
- 1991年（平成3年） - 警察庁長官官房長
- 1992年（平成4年） - 警察庁警務局長
- 1994年（平成6年） - 警察庁長官官房長、警察庁次長
- 1994年（平成6年） - 警視総監（第80代）
- 1997年（平成9年） - 退官
- 東京ガス株式会社特別顧問
- アクサ生命保険株式会社特別顧問
- 公益財団法人日本盲導犬協会 会長
- NPO法人日本子ども交通科学協会 理事長
- 財団法人合気道養神会 理事長
- 学校法人日本体育大学理事
- 学術社団日本安全保障・危機管理学会 副会長
- 株式会社朝日工業社社外取締役
- 株式会社NHC 客員顧問
- エイベックス・グループ・ホールディングス株式会社 法律顧問
- 日本総合格闘技協会初代コミッショナー
- 2008年、瑞宝重光章[2]
- 髙光産業株式会社 顧問
- 株式会社ブロードリンク顧問[3]
- 株式会社全日警 監査役
- ナスクインターナショナル株式会社 顧問

## オウム真理教事件
1995年、突如発生した地下鉄サリン事件に見舞われ、警視庁は日本犯罪史上最悪のテロ事件に対応する使命を急遽担うこととなる。一般市民を狙った無差別化学テロという未曾有の凶悪犯罪に対し、井上自身も時の警視総監として警視庁の陣頭指揮を執る立場となった。
当時の主な警察側の対応は、消防と連携して現場へ救助隊を派遣、現場採取した毒物を科学捜査研究所で鑑定といった初動捜査が展開されたが、それ以前に警視総監命令で警視庁に特別対策本部を設置し、自ら陣頭指揮を執る。現場では当時の捜査第一課長・寺尾正大警視正を筆頭に山田正治理事官、一課数名管理官が緊急動員された。その後、上九一色村の教団施設の捜査、教団に拉致された被害者の救出が展開されていく。
このテロ事件を受け井上総監は一課長を通し現場の全面捜査指揮を担う。特にオウム真理教の第7サティアンのあった上九一色村での捜査は事件発生直後に行われ、山田理事官を現場指揮官に指名し、何百名もの捜査員を上九一色村に派遣した。この際、県警への根回しやマスコミ調整にも追われる。
遂には自衛隊にも緊急出動要請をとる刑事事件としては異例中の異例の事態となる。完全武装した自衛官や、捜査指揮をとる捜査第一課理事官・山田警視も自衛隊から提供された迷彩の化学防護服に身を包み完全防備で捜査にあたるその現場は戦場、そのさまはもはやオウムとの戦争であった。
井上は同日記者会見で都内で毒ガスサリン事件ひいては無差別テロ発生と公開しオウム真理教が首謀者と全面的に発表。
これを機に検察、法曹界、マスコミも巻き込む一連のオウム騒動の幕開けとなった。

## 警察庁長官狙撃事件
事件の責任を取り警視総監を辞職。

## 選挙後の検証活動
2003年（平成15年）の山梨県知事選に立候補し落選したが、2006年（平成18年）4月30日に支持者が山本栄彦県政を検証する勉強会「ふるさと山梨を考える会」を発足させた。その後各種の問題を検証した後、横内正明に2007年（平成19年）の山梨県知事選再出馬を要望。その後、横内は出馬を表明し、選挙において山本を破って当選した。

## 井上幸彦を演じた俳優
- 清水章吾 - 『オウムVS警察 史上最大の作戦』